# タムケン
タムケン（本名：田村 健太、1977年2月25日 - ）は、東京都出身の放送作家。血液型:AB型。

## 人物
- かつてはピン芸人（トーイボックス所属）、コンビ『野口製作所』（オーガストクラブ所属）として活動していた。
- 「家族そろってボキャブラ天国」に野口製作所として出演していた。
- 毎月第3水曜日に島田秀平、スギ。（インスタントジョンソン）、長浜之人（キャン×キャン）と共に「未確認噂話『首都神話』」というトークイベントを都内で開催している。
- 2011年から男装アイドルユニット「風男塾」の作家を務めている。
- ものまね芸人の神奈月とは自身が芸人時代から仲で、2005年から毎年開催されている単独ライブや全国ツアーすべてのプロデュース・構成演出・天の声を担当。トークライブなどには出演もしている。
- ものまね芸人の原口あきまさ、ホリ、山本高広、ミラクルひかるの4人で結成されたスペシャルものまねユニット「変人」のライブのすべての構成演出を担当。リーダーである原口は5人目のメンバーと呼び、トークライブなどにはメンバーと共に出演もしている。

## 担当番組
- 爆買い☆スター恩返し
- ものまねグランプリ
- PON!
- バゲット
- エンタの神様
- 草野☆キッド
- ダチョ・リブレ
- ゲームレコードGP
- 第二アサ秘ジャーナル
- 情報7days ニュースキャスター
- 嵐を呼ぶあぶない熟女
- ビートたけしのいかがなもの会
- 出動!ミニスカポリス
- 中居正広の金曜日のスマイルたちへ（※ものまね回、構成）
- 爆報! THE フライデー（※一部構成）
- お笑い実力刃（※ものまね回、構成）
- ENGEIグランドスラム（※変人出演部分構成）
- 初詣!爆笑ヒットパレード（※変人出演部分構成）
- お笑いオムニバスGP（※変人出演部分構成）
- ABEMA的ニュースショー
- おしえて!家電の神様
- Co-sotto 1-6（NACK5）